# Bob Cain
Pour les articles homonymes, voir Cain (homonymie).
Robert Max Cain (16 octobre 1924 à Longford, Kansas, États-Unis – 8 avril 1997 à Cleveland, Ohio, États-Unis) est un lanceur gaucher de baseball ayant joué dans les Ligues majeures de 1949 à 1954. En 1951, il est le lanceur qui accorde un but-sur-balles à Eddie Gaedel, la plus petite personne à avoir joué dans le baseball majeur.

## Carrière
Bob Cain signe son premier contrat professionnel en 1943 avec les Giants de New York mais c'est avec les White Sox de Chicago qu'il débute en 1949 dans les majeures. Il est échangé aux Tigers de Détroit en cours d'année 1951, passe ensuite deux ans comme lanceur des Browns de Saint-Louis puis revient en 1954 chez les White Sox, pour qui il ne lance pas mais apparaît une seule fois comme coureur suppléant. En 140 matchs joués dans les majeures, il est 89 fois lanceur partant et remporte 37 victoires contre 44 défaites. Il maintient une moyenne de points mérités de 4,50 en 628 manches lancées, lance 27 matchs complets dont 3 blanchissages et, comme lanceur de relève, réussit 8 sauvetages.
Le 19 août 1951, Cain est le lanceur des Tigers de Détroit lorsque les Browns de Saint-Louis envoie frapper une personne de petite taille, Eddie Gaedel, engagé pour un coup publicitaire controversé orchestré par le propriétaire des Browns, Bill Veeck. Gaedel ne mesure que 3 pieds et 7 pouces (1,09 mètre), ce qui ne laisse qu'une zone de prises très réduite. Le receveur de Cain, Bob Swift, conseille à son coéquipier de garder ses tirs bas. Malgré ses efforts, le lanceur accorde un but-sur-balles à Gaedel sur 4 lancers consécutifs. Au décès de Gaedel en 1961, Bob Cain est la seule personnalité du baseball à être présent à ses funérailles.
Bob Cain meurt d'un cancer le 8 avril 1997 à l'âge de 72 ans.